# جون يوجين أوسبورن
جون يوجين أوسبورن (بالإنجليزية: John E. Osborne)‏ هو سياسي أمريكي، ولد في 19 يونيو 1858 في الولايات المتحدة، وتوفي في 24 أبريل 1943 في رولينز في الولايات المتحدة. حزبياً، نشط في الحزب الديمقراطي. وقد انتخب حاكم وايومنغ ‏ (2 يناير 1893 – 7 يناير 1895) وانتخب عضو مجلس النواب الأمريكي.